# Stackhousia subterranea
Stackhousia subterranea är en benvedsväxtart som beskrevs av William Robert Barker. Stackhousia subterranea ingår i släktet Stackhousia och familjen Celastraceae. Inga underarter finns listade.